# Rhina ancylostoma
El tiburón raya (Rhina ancylostoma) es una especie de peces de la familia Rhinidae en el orden de los Rajiformes.

## Morfología
- Los machos pueden llegar alcanzar los 300 cm de longitud total y los 135 kg de peso.<ref>FishBase

## Reproducción
Es ovíparo.

## Distribución geográfica
Se encuentra desde las  costas del Mar Rojo y del África Oriental hasta Papúa Nueva Guinea, Japón y Nueva Gales del Sur (Australia).